# Buiucani
Sectorul Buiucani este situat în partea de nord-vest al municipiului Chișinău, cuprins între str. Calea Ieșilor, str. Valea Morilor și șoseaua Balcani. Numele provine de la fostul sat Buiucani, care pe parcursul anilor s-a integrat în Chișinăul de astăzi.
În prezent sectorul Buiucani are o suprafață de 134 km² și o populație de 160 mii locuitori, în componență fiind incluse și 5 unități administrativ-teritoriale autonome: orașele Durlești și Vatra, comunele Trușeni și Ghidighici, precum și satul Condrița.

## Istoria Buiucanilor

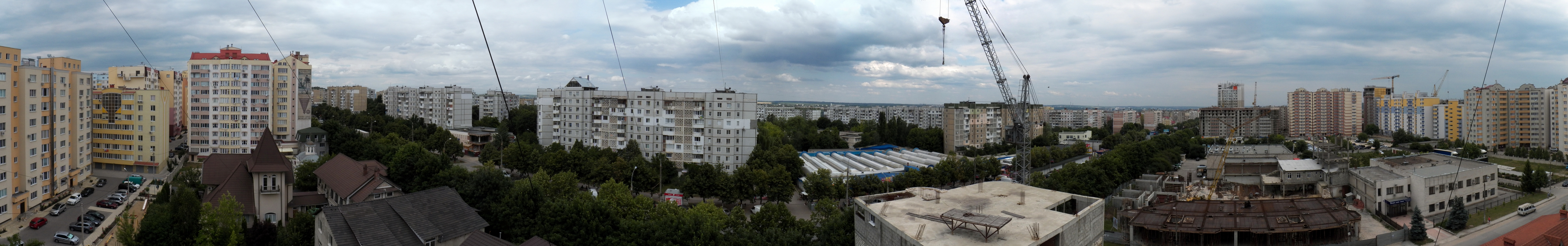
Strada Alba-Iulia, Piața "Delfin"

Istoria Buiucanilor reprezintă un compartiment al istoriei orașului Chișinău. Buiucanii de azi se trag de la un vechi sat, întemeiat cu peste 500 de ani în urmă, atestat documentar pentru prima dată într-un act de danie din 20 august 1608. În acel act, Constantin Movilă, domn al Moldovei, trecea în posesiunea urmașilor săi, Hodor și Parasca, „satul Buiucani ce este la Lăpușna, pe Bâc, și cu loc de iaz și de moară pe Bâc”. Numele localității provine de la un anume Buiuc, menționat într-un hrisov din 18 decembrie 1610, el fiind unul din proprietarii mai vechi sau chiar fondatorul satului Buiucani. 
Pe parcursul anilor, localitatea Buiucani a aparținut mai multor proprietari. Astfel, la 18 decembrie 1610, Dumitrache Chiriță, mare postelnic, a cumpărat pământ din moșia Buiucani. La aceeași dată a mai vândut pământ „Andronachi Râșca, feciorul lui Drăgălaș, nepotul Nastei Bueco”. După ce proprietarul moșiei Dumitrache Chiriță Paleolog moare în Polonia, soția sa Maria dăruiește această așezare mănăstirii Sfântul Sava din Ierusalim, „pentru sufletul jupânu-meu al postelnicului și pentru sufletul meu”.
Peste aproape un an, domnitorul Alexandru Iliaș întărește dania moșiei și satului Buiucani mănăstirii Galata de lângă Iași. Acest lucru a fost posibil deoarece ctitoria ieșeană era închinată Marii Lavre de la Ierusalim.
La 12 ianuarie, satul Buiucani intră în posesia nepotului lui Dumitrache Chiriță Paleolog, Ramandi, fost vistier. În schimbul satului Buiucani, Ramandi a dat mănăstirii Galata, reprezentată de egumenul Macarie, părți din moșia satului „Mălăieștii de pe Prut” din ținutul Iași și 100 de stupi de albine. Actele de danie și de schimb sunt transmise de către Ramandi cel Bătrân logofătului Ionașcu, care, la rândul său, le trece nepoților săi, Teodor Postelnicul și Iliaș Abaza.
La 2 martie 1666, Duca, domn al Moldovei, întărește moșia și satul Buiucani lui Teodor Postelnicul. Către acel an, satul era pus zălog „... drept niște bani la răposatul Dabija-Vodă. Domnia mea m-am milostivit și i-am iertat toți banii aceia înapoi și l-am miluit cu aceia otcină, ca să hie dreaptă otcina și moșia în viaci, cum i-au fost și mai nainte, cu tot venitul.” Din același document putem deduce că, în urma creșterii masive a Chișinăului, locuitorii de aici ies din moșia lor, făcându-și fânețe și arătură în moșia satului Buiucani. În legătură cu aceasta, Duca-Voievod preciza: „Și cine va ara sau va cosi pre acest hotar al boiarinului nostrum ce mai sus scrie (Teodor Postelnicul) ori târgoveți de Chișinău, ori alți oamenica să le ia a zecea și nimeni să nu cuteze a ține sau a opri.” În istoriografie, anul 1666 a fost și este considerat drept primul pas de contopire a târgului Chișinău cu satul Buiucani.
La 11 august 1690, la cererea mănăstirii Galata, reprezentată de egumenul Liontie, domnitorul Constantin Cantemir retrasmite satul Buiucani în proprietatea mănăstirii Galata. Hotărârea în favoarea mănăstirii a fost motivată și prin faptul că actul de schimb din 1658 nu avea pecetea mănăstirii, prin urmare fiind ilegal.
Cu referire la data 20 ianuarie 1739, aflâm că arhimandritul Nectarie, de la mănăstirea Galata, menționează că Buiucanii intră în vatra târgului Chișinău și că mănăstirea nu are „niciun folos” de la acest sat, din cauza târgoveților din Chișinău, care și-au făcut în sat „case și dughene și pivnițe și nu dau nimica și stăpânescu ei locul în târg, cum și pe afară, calcă locul acesta și vitili lor”.
Domnitorul Grigore Ghica cere ca boierii Năstase Lupu sărdarul și Vasile Mazarache al doilea vistiernic, să meargă la Chișinău pentru a fixa plățile pe care târgoveții din Chișinău urmau să le plătească mănăstirii. Năstase Lupu și Vasile Mazarache au confirmat cele spuse de arhimandrit și i-au obligat, prin carte domnească, pe „târgoveții creștini, armeni și jidovi” să dea pe an „bezmăn (camănă, dare în pietre de ceară), câte șesî potronci noi de stânjeni”.
La 24 ianuarie 1739, la rugămintea egumenilor mănăstirilor Sfinții Arhangheli Mihail și Gavriil și Sfânta Vinere din Iași, cărora le aparținea târgul Chișinăului, domnitorul Grigore Ghica ordonă boierilor Postolache Donici și Vasile Mazarache să stabilească vatra și hotarele târgului Chișinău. Astfel s-a făcut prima încercare de delimitare a Buiucanilor de Chișinău. Domnul poruncește ca veliții boieri să afle de la bătrânii târgoveți, de la mazili și megieși unde a fost hotarul Chișinăului. Totuși hotarul nu a fost stabilit. La 20 octombrie 1740, Vasile Mazarache și alții îi aduc la cunoștință lui Grigore Ghica faptul că hotarele Buiucanilor au fost stabilite. Medelnicerul Carpu, împreună cu Vasile Mazarache și alții, a aflat de la un om bătrân „aproape de o sută de ani, anume Mariian Botezatul și alți doi oameni din Buiucani... numai Marian a mărturisit... că au apucat pietrile hotarâle și le-au văzut cu ochiul lui... Și pe unde au mărturisit acești oameni cu sufletele lor și ni-au arătat locul, am pus hotară după luminata poronca Mării Tale și dughene , ce s-au aflat pe hotarul Buiucanilor, și au dat chiria după luminat testamentul Măriei Tale”.
La 24 octombrie a aceluiași an, domnitorul Grogorie Ghica întărește hotarele satului Buiucani. În anul 1766, mănăstirea Galata cumpără satul Vovințeni. Este primul pas spre unificarea ulterioară a Vovințenilor cu Buiucanii. Cu câteva decenii mai târziu, în documente apare denumirea „Vovințeni (Buiucani)”. Peste un an, în 1767, sunt stabilite hotarele satului Vovințeni, unificat mai apoi cu Buiucanii. Iar către 1774, în Buiucani existau 52 de case cu 42 de familii de „lemnari sărdărești”, 3 de „volintiri”, familia preotului din sat și 6 femei sărace. Conform împărțirii administrativ-teritoriale de la sfârșitul secolului XVIII, satele Buiucani și Trușeni împreună cu Chișinăul făceau parte din ocolul Bucovățului din ținutul Orhei.
Rivalitățile dintre Imperiul Rus și Poarta Otomană, războaiele declanșate între cele două puteri pentru supremația în zona Balcanilor se desfășurau în permanență în spațiul românesc. Astfel, în septembrie 1789, armatele turcești pătrund în târgul Chișinăului și îl incendiază, determinându-i pe o parte din locuitori să se strămute pe moșia Buiucanilor, ceea ce a dus la procesul apropierii celor două localități. Schimbările parvenite în suprafețele moșiilor au necesitat elaborarea unui plan pentru fiecare localitate în parte.
Prin urmare, domnitorul Constantin Ipsilanti poruncește alcătuirea unui plan pentru târgul Chișinău, moșiile Buiucani, Visterniceni și Ghețăoani. În anul 1800 slugerul Ioan Tăutul și spătarul Manolache Donici întocmesc planul târgului Chișinău, al moșiilor Buiucani, Visterniceni și Ghețăoani. Astfel s-au stabilit cele patru moșii pe teritoriul cărora se întindea Chișinăul de odinioară.
Satul Buiucani, fiind proprietate a mănăstirii Galata, trebuia să înalțe și o nouă biserică. Documentele mărturisesc că Buiucanii la 27 iulie 1741 avea deja o biserică cu hramul Sfântului Nicolae, mitoc al mănăstirii Galata. Vechea biserică de lemn, deși nu sunt mărturii documentare, a fost distrusă în anul 1739, în urma incendierii localității de către armata rusă. Ctitor al noii biserici a fost Năstase Lupu, cel care „cu toată cheltuiala dumisale și fiindu-și acest locu, târgul Chișinău, ce se numești Buiucani a mănăstirii Gălății, undi easte zâdită această bisearică, au cumpăratu dumnialui acel locu cu toate veniturile, și au închinat svintii bisearici, care bisearică cu voia noastră au făcut-o metoh mănăstirii Gălății”.
Conform Catagrafiei Basarabiei din 1820, în Buiucani (împreună cu Vovințeni) existau 148 de gospodării țărănești, 10 gospodării preoțești (duhovnicești) și 8  gospodării de ruptași. În proprietatea sătenilor se aflau 101 cabaline, 941 de bovine, 419 ovine, 341 porcine, 139 de stupi care produceau anual 14 puduri de miere și 2 puduri de ceară, 112 hectare de vii și livezi. De asemenea, în Buiucani au fost înregistrate 30 de tăbăcării particulare, 15 fabrici de „chilimuri” (instalații de țesut covoare), mori de apă și vânt, fierării, dughene, o biserică de lemn cu hramul Sfinților Voievozi. Cele mai răspândite nume în Buiucani erau: Ababii, Andoni, Apostol, Babuc, Bârcă, Băț, Borș, Brâncoveanu, Carp, Colesnicenco, Căprari, Diaconu, Florea, Grecu, Grosu, Hamurari, Jemenaru, Lupu, Madan, Onică, Paladi, Postică, Roșca, Străistaru, Tăbăcaru, Topor, Ursu, Vasilache.

## Populație
Sectorul Buiucani este populat în majoritate absolută de români (moldoveni) având o minoritate vorbitoare de limbă rusă compusă de ruși și ucraineni.
Limba română este vorbită acasă și în majoritatea spațiilor publice. Limba rusă este cunoscută de majoritatea locuitorilor de peste 30 de ani, iar populația mai tânără și adolescenții o înțeleg însă o vorbesc în măsură mai mică.

## Cultură
Amplasat în bună parte în zona centrală a Chișinăului, sectorul Buiucani dispune de numeroase monumente de istorie, este un notoriu centru de cultură și istorie, cu teatre, muzee, instituții de învățământ de toate gradele. În sector se află cele mai importante instituții statale și majoritatea sediilor misiunilor diplomatice acreditate în Republica Moldova.

## Economie
Numărând peste 20000 agenți economici, Sectorul Buiucani constituie un însemnat potențial economic din oraș și din țară. Aici se produc televizoare, tractoare, mobilă pentru uz intern și export, încălțăminte, vin conic, bomboane, cărți, un spectru larg de alte mărfuri de larg consum. Parcurile, zonele de agrement și divertisment, dendrariul, observatorul astronomic, cele câteva librării și biblioteci de referință conferă un anumit specific sectorului.

## Galerie de imagini

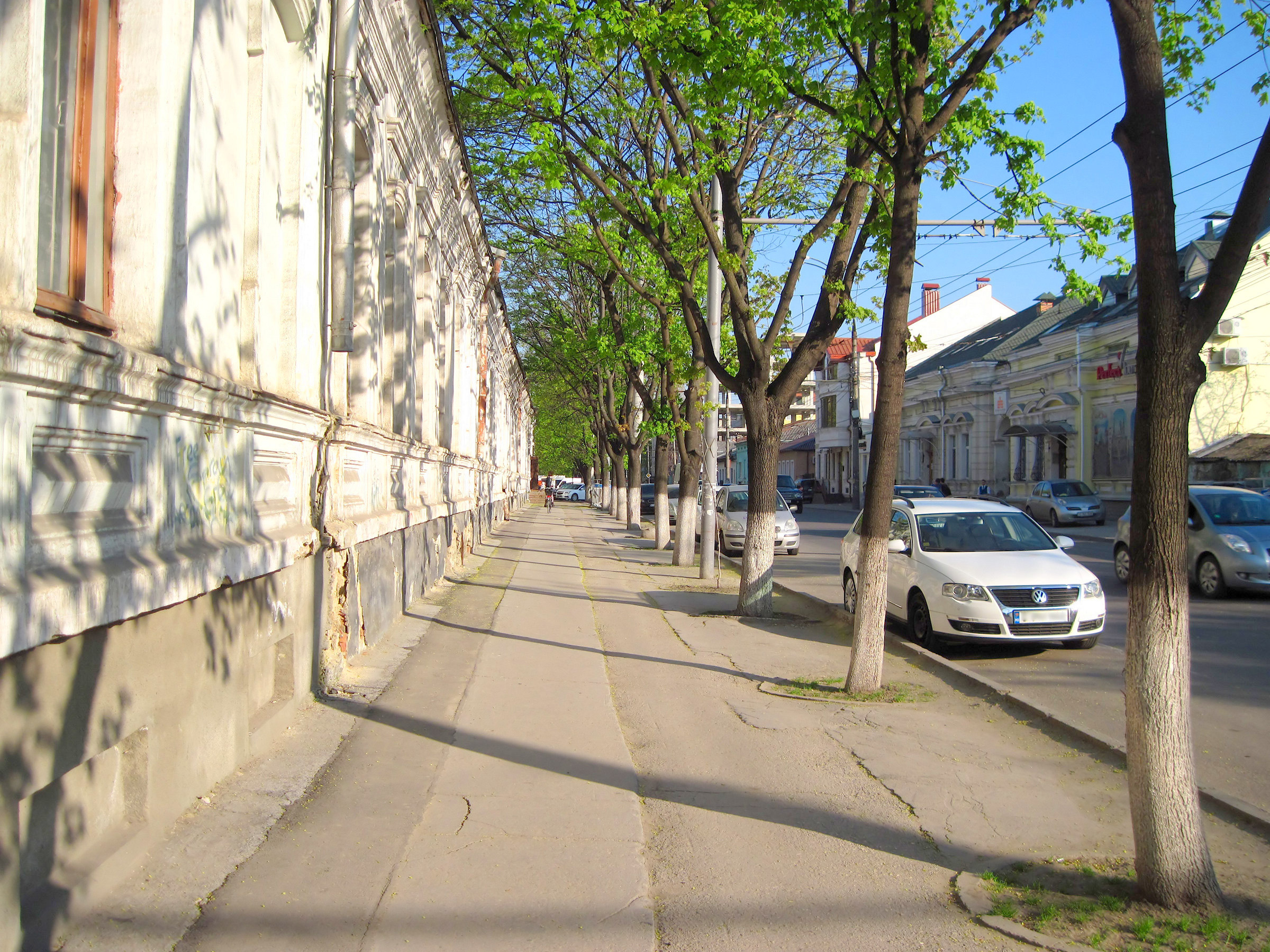
Centrul istoric, porțiune din Buiucani
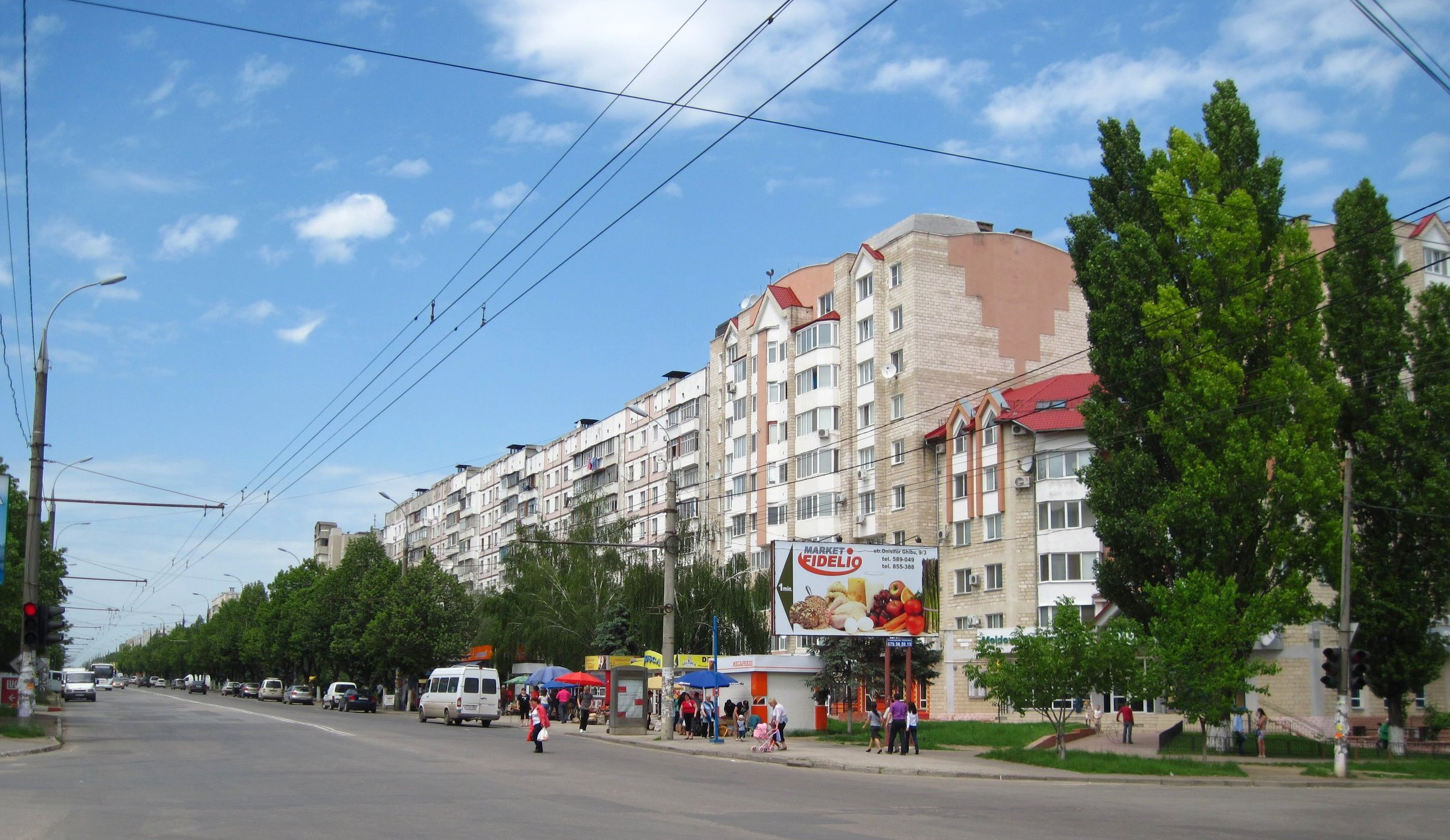
Bd. Alba Iulia
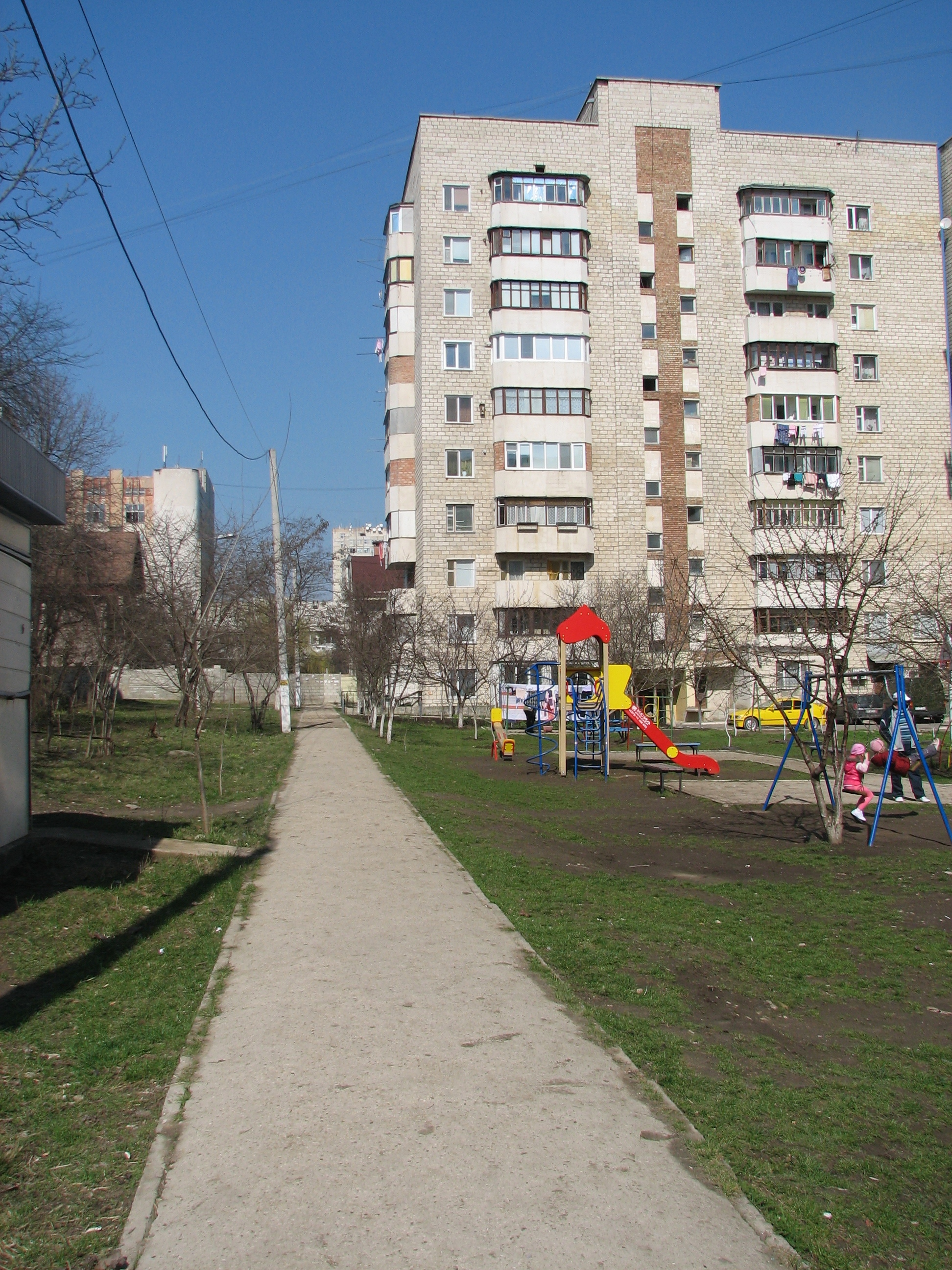
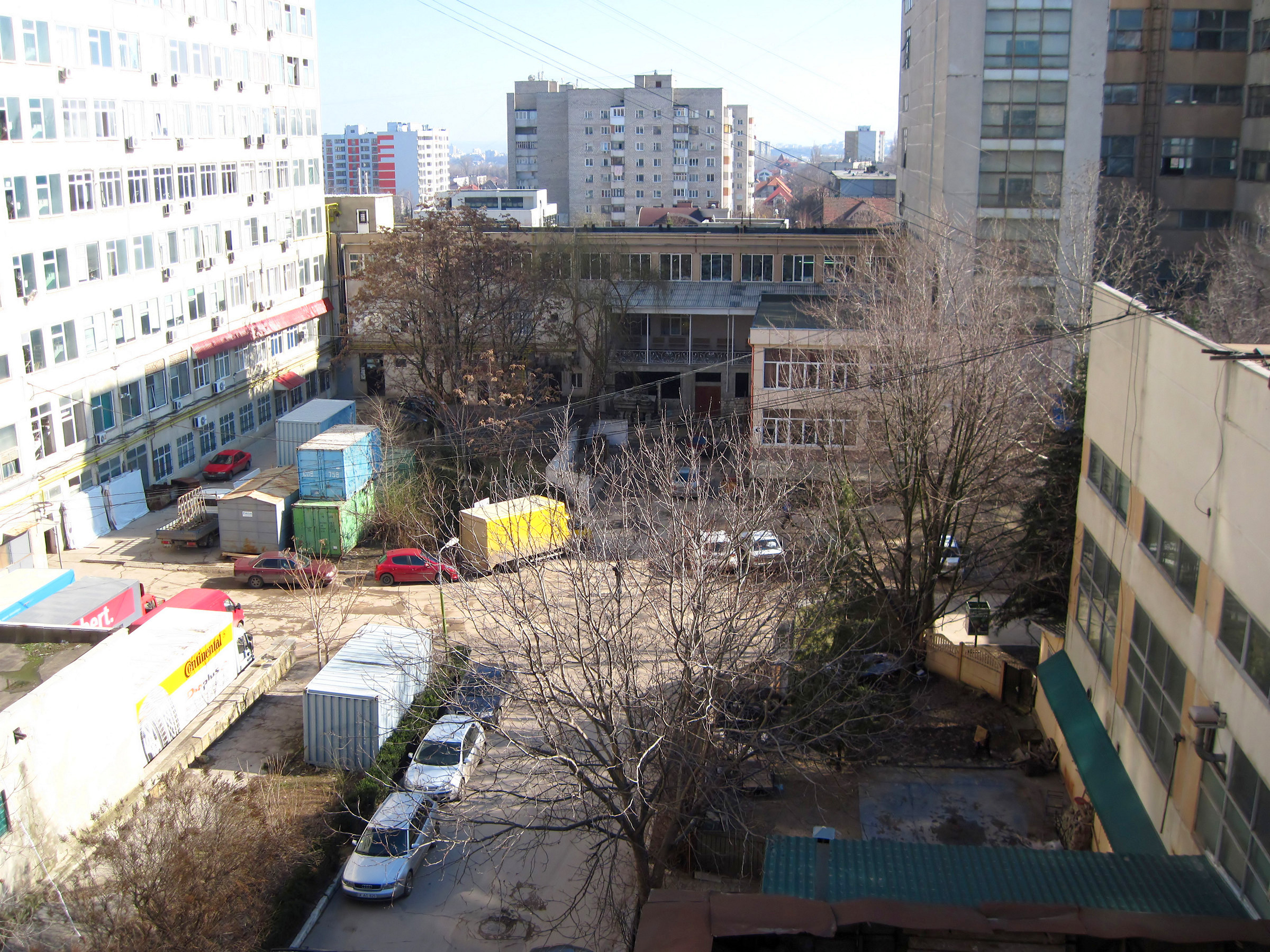
Zona industrială „Alfa”
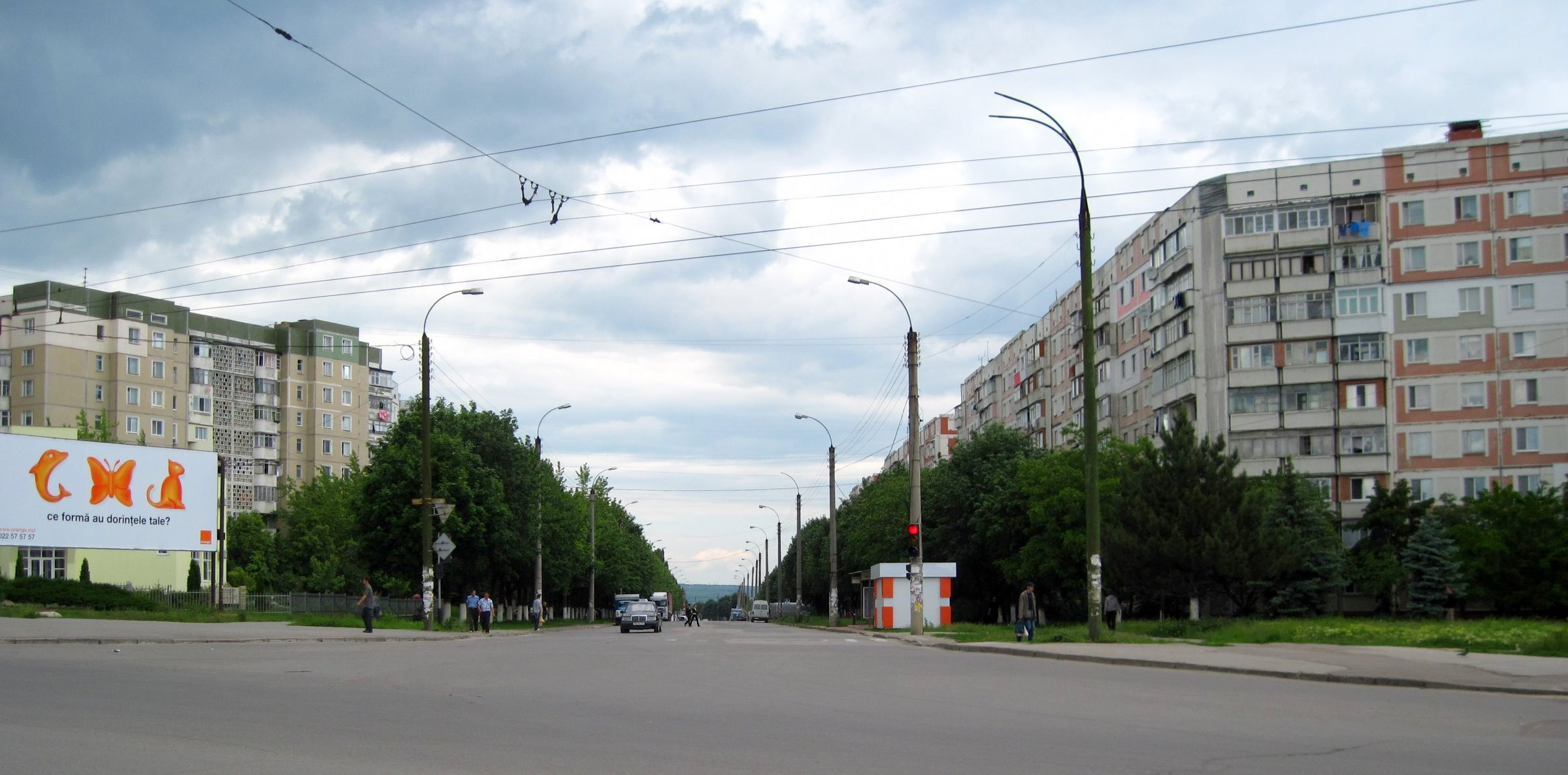
Str. Liviu Deleanu
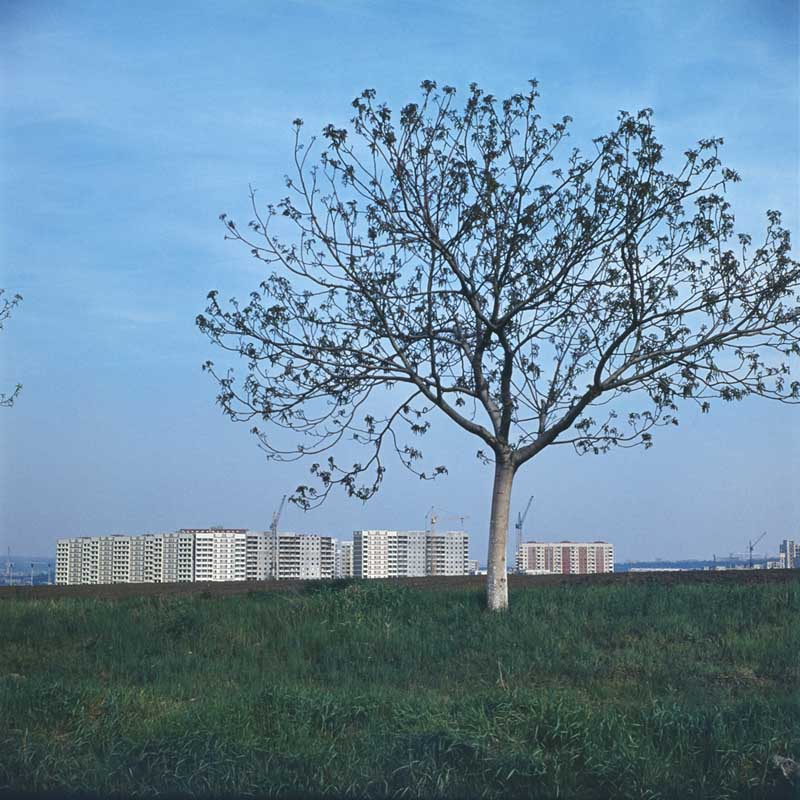
Imagine din anii '80

## Simboluri
Stema
În cîmp de azur, o acvilă heraldică cu zborul coborît, de aur, ciocată   și membrată roșu.
Peste tot, în cîmp de purpură, un sceptru cu măciulie-cap de bour, în pal, broșînd peste o cruce procesională, în bandă, și o făclie aprinsă, în bară, încrucișate în săritoare, totul de aur.
Scutul timbrat de o coroană murală de argint cu patru turnuri.
Drapelul
Drapelul reprezintă o pînză rectangulară (1:2), despicată vertical, purtînd în mijlocul ghindantului alb, într-un scut heraldic de tip triunghiular (1/2 h), stema mică a sectorului Buiucani (în cîmp de purpură, un sceptru cu măciulie-cap de bour, în pal, broșînd peste o cruce procesională, în bandă, și o făclie aprinsă, în bară, încrucișate în săritoare, totul galben) și avînd batantul fasciat, alb și de purpură, în șapte brîie.